# TGIF2
La proteína Homeobox TGIF2 es una proteína que en humanos está codificada por el gen TGIF2 .
La proteína codificada por este gen es una proteína homeobox que se une al ADN y un represor transcripcional. La proteína codificada parece reprimir la transcripción mediante el reclutamiento de histonas desacetilasas en genes que responden a TGF beta. Este gen está amplificado y sobreexpresado en algunos cánceres de ovario, y las mutaciones en este gen pueden causar holoprosencefalia.